# Guy Moussi
Guy Moussi (* 23. Januar 1985 in Bondy) ist ein französischer ehemaliger Fußballspieler. Zwischen 2008 und 2014 spielte er sechs Jahre für den englischen Zweitligisten Nottingham Forest. 

## Sportlicher Werdegang

### SCO Angers
Guy Moussi begann seine Karriere als Fußballprofi bei SCO Angers in der zweiten französischen Liga, der Ligue 2. Moussi kam in seiner ersten Saison 2004/05 in Angers auf 15 Einsätze und erzielte dabei ein Tor. In seiner zweiten Saison kam er weniger zum Zuge und wies am Ende der Saison lediglich neun Einsätze auf, in denen er kein Tor erzielen konnte. In der Saison 2006/07 konnte Moussi sich einen Stammplatz erobern und behauptete diesen bis zum Ende der Spielzeit. Ein Tor gelang ihm in 32 Einsätzen jedoch nicht. Die Saison 2007/08 war die bislang letzte von Guy Moussi, die er in Frankreich verbrachte. Nach zwei torlosen Jahren gelang ihm ein Treffer in 35 Spielen.

### Nottingham Forest
Im Juli 2008 unterschrieb Moussi einen Dreijahresvertrag beim englischen Zweitligisten Nottingham Forest. In seiner ersten Saison in der Football League Championship 2008/09 brachte es der Franzose jedoch nur auf 15 Einsätze, da ihn eine Verletzung lange Zeit vom Spielbetrieb fernhielt. In der Spielzeit 2009/10 konnte sich Moussi nach überstandener Verletzungszeit besser einbringen. Am 20. Oktober gelang ihm im heimischen City Ground vor 20.395 Zuschauern sein erstes Tor gegen den FC Barnsley. Den Treffer erzielte Moussi in der 93. Minute und feierte den Siegtreffer zum 1:0 so ausgelassen, dass der Schiedsrichter dem 24-jährigen die zweite gelbe Karte zeigte und ihn damit des Feldes verwies. Insgesamt absolvierte er 27 Ligaspiele und erzielte dabei drei Tore. Er erreichte am Saisonende mit seinem Team einen dritten Tabellenplatz und verpasste den Aufstieg in die Premier League  nach dem Scheitern im Play-off-Halbfinale gegen den FC Blackpool nur knapp. Auch in der Saison 2010/11 schaffte Forest den Einzug ins Play-off-Halbfinale, jedoch scheiterte der zwischenzeitlich verletzte Guy Moussi (31 Spiele) mit seinem Team erneut vorzeitig an Swansea City. Nach Ablauf seines Vertrages am 1. Juli 2011, entschied er sich gegen die Angebote anderer Vereine und unterschrieb am 19. Juli 2011 einen neuen Dreijahresvertrag.
Am 14. November 2013 wechselte Guy Moussi auf Leihbasis zum FC Millwall. Nach Vertragsende bei Nottingham war er bei Birmingham City am Ball, bevor er nach einem Engagement bei HJK Helsinki seine Karriere zu Jahresbeginn 2016 mit dem Meistertitel beendete.